# Клінтон Тауншип (округ Лайкомінг, Пенсільванія)
Клінтон Тауншип (англ. Clinton Township) — селище (англ. township) в США, в окрузі Лайкомінг штату Пенсільванія. Населення — 3720 осіб (2020).

## Демографія
Згідно з переписом 2010 року, у селищі мешкало 3708 осіб у 902 домогосподарствах у складі 629 родин. Було 960 помешкань
Расовий склад населення:
| - 82,6 % — білих - 14,6 % — чорних або афроамериканців - 0,2 % — азіатів - 0,1 % — корінних американців - 1,8 % — осіб інших рас |

До двох чи більше рас належало 0,7 %. Частка іспаномовних становила 2,4 % від усіх жителів.
За віковим діапазоном населення розподілялося таким чином: 13,6 % — особи молодші 18 років, 74,8 % — особи у віці 18—64 років, 11,6 % — особи у віці 65 років та старші. Медіана віку мешканця становила 39,3 року. На 100 осіб жіночої статі у селищі припадало 41,3 чоловіків;  на 100 жінок у віці від 18 років та старших — 35,4 чоловіків також старших 18 років.
Середній дохід на одне домашнє господарство  становив 59 126 доларів США (медіана — 49 567), а середній дохід на одну сім'ю — 64 119 доларів (медіана — 57 000). Медіана доходів становила 41 078 доларів для чоловіків та 31 042 долари для жінок. За межею бідності перебувало 12,4 % осіб, у тому числі 26,8 % дітей у віці до 18 років та 8,3 % осіб у віці 65 років та старших.
Цивільне працевлаштоване населення становило 982 особи. Основні галузі зайнятості: освіта, охорона здоров'я та соціальна допомога — 24,1 %, мистецтво, розваги та відпочинок — 14,6 %, виробництво — 14,0 %.